# Stephan Eleutheriades
Stephan Cleóbule Eleutheriades (1922, Mangalia - 2011) foi um arquiteto, artista plástico e pintor brasileiro, originário da Romênia.

## Biografia
Ainda na Romênia, Eleutheriades formou-se em arquitetura pela Universidade de Bucareste, em Bucareste, 1948. Pintor e artista plástico autodidata, começou a se dedicar à pintura de linguagem figurativa em meados dos anos 1940. Enquanto ainda era estudante, teve notável presença na Exposição Juventude Artístico de 1947, onde os críticos destacaram a sua capacidade de atingir construção composicional síntese racionalismo com vibração cromática lírica.
Imigra para o Brasil em 1951, fixando-se no Rio de Janeiro, então capital do país. Em 1952 participou do Salão Nacional de Arte Moderna (SNAM), no Rio de Janeiro; já em 1959 da V Bienal de São Paulo. Realizou diversas exposições no Rio de Janeiro e em Minas Gerais (Juiz de Fora e Belo Horizonte).
O crítico de artes visuais brasileiro Ruy Sampaio, em texto de 1986, diz a seu respeito: "Suas casas, seus campos, suas ruas, suas pessoas, por uma síntese muito sofrida existencialmente e intelectualmente repensada, são as esquinas, os horizontes, os vultos e contornos da memória, adestrados ao tema da solidão. E se, enquanto fatura e valor visual, a cor em Eleutheriades é um dos pólos, o outro será esse sentimento trágico que outras vozes romenas trouxeram até nós, na ironia de Ionesco, no drama social de Panait Istrati, na linguagem mítica de Mircea Eliade."
Suas obras estão em coleções particulares na Romênia, Brasil, França, Grécia, Alemanha, Canadá e Estados Unidos.

## Exposições
- 1947 - Salão da Juventude Artística, em Bucareste, Romênia

- 1952 - 1o Salão Nacional de Arte Moderna, Rio de Janeiro

- 1956 - 1a Individual na "Petit Galerie", Rio de Janeiro

- 1959 - Participação na 5a Bienal de São Paulo, Brasil

- 1962 - 2a Individual patrocinada pelos "Cadernos Brasileiros", Rio de Janeiro

- 1965 - 3a Individual na Galeria Goeldi, Rio de Janeiro

- 1969 - 4a Individual na Galeria Goeldi, Rio de Janeiro

- 1972 - 5a Individual na Galeria Marte 21, Rio de Janeiro

- 1973 - 6a Individual na Galeria Guignard, Belo Horizonte

- 1973 - 7a Individual na Galeria Marte 21, Rio de Janeiro

- 1975 - 8a Individual na Galeria Marte 21, Rio de Janeiro

- 1977 - 9a Individual na Galeria Irlandini, Rio de Janeiro

- 1979 - 10a Individual na Pró-Música, Juiz de Fora

- 1980 - 11a Individual na Pró-Música, Juiz de Fora

- 1986 - 12a Individual na Galeria khan, Rio de Janeiro

- 1986 - 13a Individual na Galeria Seta, São Paulo

- 1986 - 14a Individual na Galeria khan, Rio de Janeiro